# Корытковский, Ольгерд Станиславович
Ольгерд (Олег) Станиславович Корытковский (8 марта 1925, Кузнецк – 7 августа 2016, Москва) – советский и российский историк, педагог, проректор по учебной работе Всесоюзного государственного института кинематографии (1963–1989), заслуженный работник культуры РСФСР (1975).

## Биография
Родился в 1925 году в Кузнецке. 24 января 1943 года был призван в ряды РККА, демобилизован 14 марта 1950 года в звании капитана.
С 1950 по 1954 год учился в Московском юридическом институте. В 1957 году окончил аспирантуру Московского городского педагогического института им. Потемкина. В 1962 году в Институте марксизма-ленинизма при ЦК КПСС защитил диссертацию на соискание ученой степени кандидата исторических наук на тему «Роль „Правды“ в укреплении и защите Советского государства (1918 — март 1919 гг.)».
С 1963 по 1989 год занимал должность проректора по учебной работе Всесоюзного государственного института кинематографии; был заместителем председателя Совета института и членом специализированного Совета по присуждению ученых степеней; читал курс лекций и проводил семинарские занятия по истории КПСС. Затем работал проректором Всероссийского института переподготовки и повышения квалификации работников кинематографии.
С 2007 года был одним из основателей и заведующим Музеем ВГИКа.
Заслуженный работник культуры РСФСР (1975), кавалер орденов Дружбы (1995) и Почёта (2000). Награжден знаками «Почетный кинематографист России» и «За отличные успехи в работе в области высшего образования СССР».
Дочь – Ольга Ольгердовна Токарева (род. 27 декабря 1956), актриса, педагог.
Сын – Владимир Ольгердович Корытковский (род. 5 июля 1963), заместитель начальника Управления анализа операционных рисков Службы анализа рисков Банка России, преподаватель Финансового университета при Правительстве Российской Федерации.